# کاتولیک کافه‌ای
کاتولیک کافه‌ای (انگلیسی: Cafeteria Catholicism) به افرادی گفته می‌شود که خود را پیرو مذهب کاتولیسیزم می‌دانند ولی به یک یا چندی از آموزه‌های کلیسای کاتولیک پایبند نیستند. برخی از این آموزه‌ها عبارتند از آموزه‌های کلیسا در مورد همجنس‌گرایی، طلاق، پیشگیری از بارداری، رابطه جنسی پیش از ازدواج، خودارضایی، و پورنوگرافی.